# Jeanne Thieffry
Pour les articles homonymes, voir Thieffry.
Jeanne Thieffry, née le 7 janvier 1886 à Lille où elle est morte le 25 décembre 1970, est une compositrice française. Outre ses qualités de compositrice et de pianiste, elle était également poétesse et peintre.

## Biographie
Issue d'une famille modeste, Jeanne Thieffry découvre la musique à l'âge de sept ans lors d'un concert consacré à Richard Wagner. Elle assure sa formation musicale au Conservatoire de Lille : prix de solfège à 11 ans, prix de piano à 15 ans, prix d'harmonie à 18 ans. Sa première composition, un Andante pour quatuor et piano, date de 1899.
Le 14 septembre 1904, Jeanne épouse un peintre lillois, Salomon Clément Robert. Mais celui-ci se suicide et Jeanne Thieffry se retrouve veuve à 20 ans. Brillante pianiste, elle se produit à Lille et à Paris, où elle devient l'élève d'Alfred Cortot. En 1910-1911, Jeanne Thieffry suit des cours de contrepoint et de fugue à la Schola Cantorum, auprès d'Auguste Serieyx.
À la fin de la Première Guerre, Alfred Cortot lui propose d'enseigner le piano à l'École normale de musique de Paris qu'il venait de fonder. Elle a ainsi l'occasion de rédiger en 1934 les Cours d'interprétation d'Alfred Cortot, une synthèse de 15 ans de travail auprès du maître. Ce cours, salué par de nombreux professionnels ou amateurs, sera traduit en anglais, en italien et en espagnol.
Elle lui dédie sa composition Choral dont la version définitive a disparu.

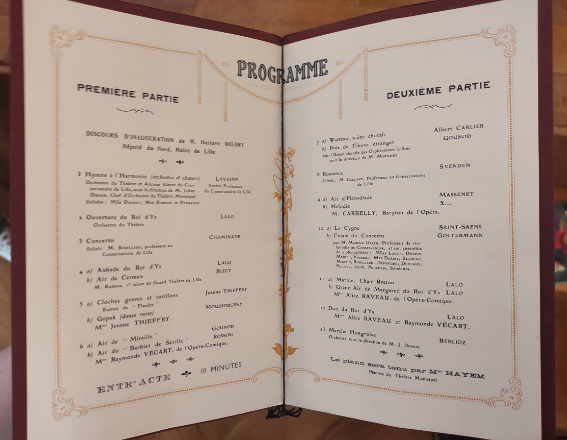

Lors du concert d'inauguration de l'Opéra de Lille, le 7 octobre 1923, Jeanne Thieffry joue Cloches graves et Carillons, extrait de son œuvre maîtresse Flandre dédicacée au souverain Albert Ier de Belgique.

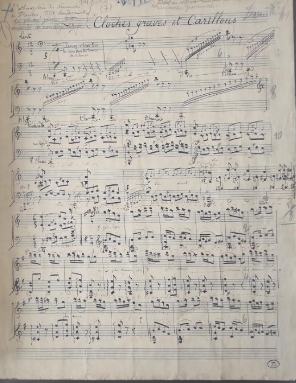
Cloches graves et Carillons, partition conservée à la bibliothèque municipale de Lille (cote THI-1-1-1-7).

Malheureusement, Jeanne doit quitter Paris pour s'occuper à Lille de sa mère malade. Ceci la coupera petit à petit du milieu parisien de la musique. Pourtant, parallèlement à son travail de pédagogue, Jeanne anime pendant 30 ans sur Radio Lille l'émission de vulgarisation l'Art du piano.
La fin de la vie de Jeanne Thieffry est triste. Oubliée, elle survit grâce aux Petits Frères des pauvres et l'âme généreuse de ses amis. Jeanne Thieffry meurt à Lille le 25 décembre 1970, à l'âge de 84 ans. Sur son acte de décès figure la mention "sans profession" ! Elle est inhumée au cimetière de Lille Sud. 

## Peinture et poésie

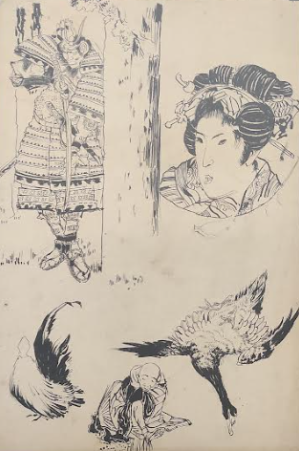
Dessin à la plume de Jeanne Thieffry conservé à la bibliothèque municipale de Lille (cote THI-1-3-3).

Outre son activité de musicienne, Jeanne Thieffry était également poétesse et peintre. Elle était proche du peintre belge Henry de Groux, et ses talents pour la peinture font que ses amis la poussaient à quitter la musique pour se consacrer au dessin et à la peinture. Mais dans son âme, Jeanne Thieffry était avant tout musicienne.
Ses poésies étaient publiées régulièrement dans la Revue septentrionale, le bulletin des Rosati du nord de la France. Jeanne Thieffry obtient la récompense suprême avec la rose d'or des Rosati, en 1946 pour son poème Le Beffroi.

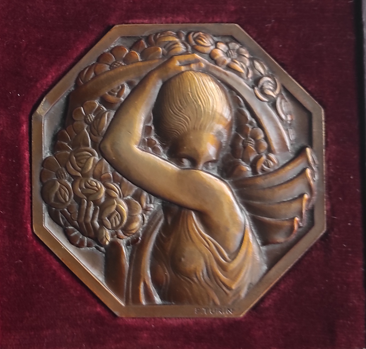
Médaille d'or des Rosati (1946) conservée à la bibliothèque municipale de Lille.

## Hommages
Du 13 janvier au 30 mars 2024, dans le cadre de la saison anniversaire de l'Opéra de Lille, une exposition s'est tenue à la médiathèque municipale Jean Lévy de Lille, présentant des manuscrits, des partitions, des dessins et des poèmes, des lettres, sur la base du fonds Jeanne Thieffry qu'elle possède. L'inventaire du Fonds Jeanne Thieffry est disponible sur le site patrimoine de la Bibliothèque municipale de Lille et consultable à la médiathèque Jean Lévy.
Le 6 mars 2024, l'Opéra de Lille la met à l'honneur lors du concert "Compositrices d'hier et d'aujourd'hui". Le violoniste Ayako Tanaka et le pianiste Jean-Michel Dayez ont interprété sa Romance.